# 甘露寺 (泰宁)

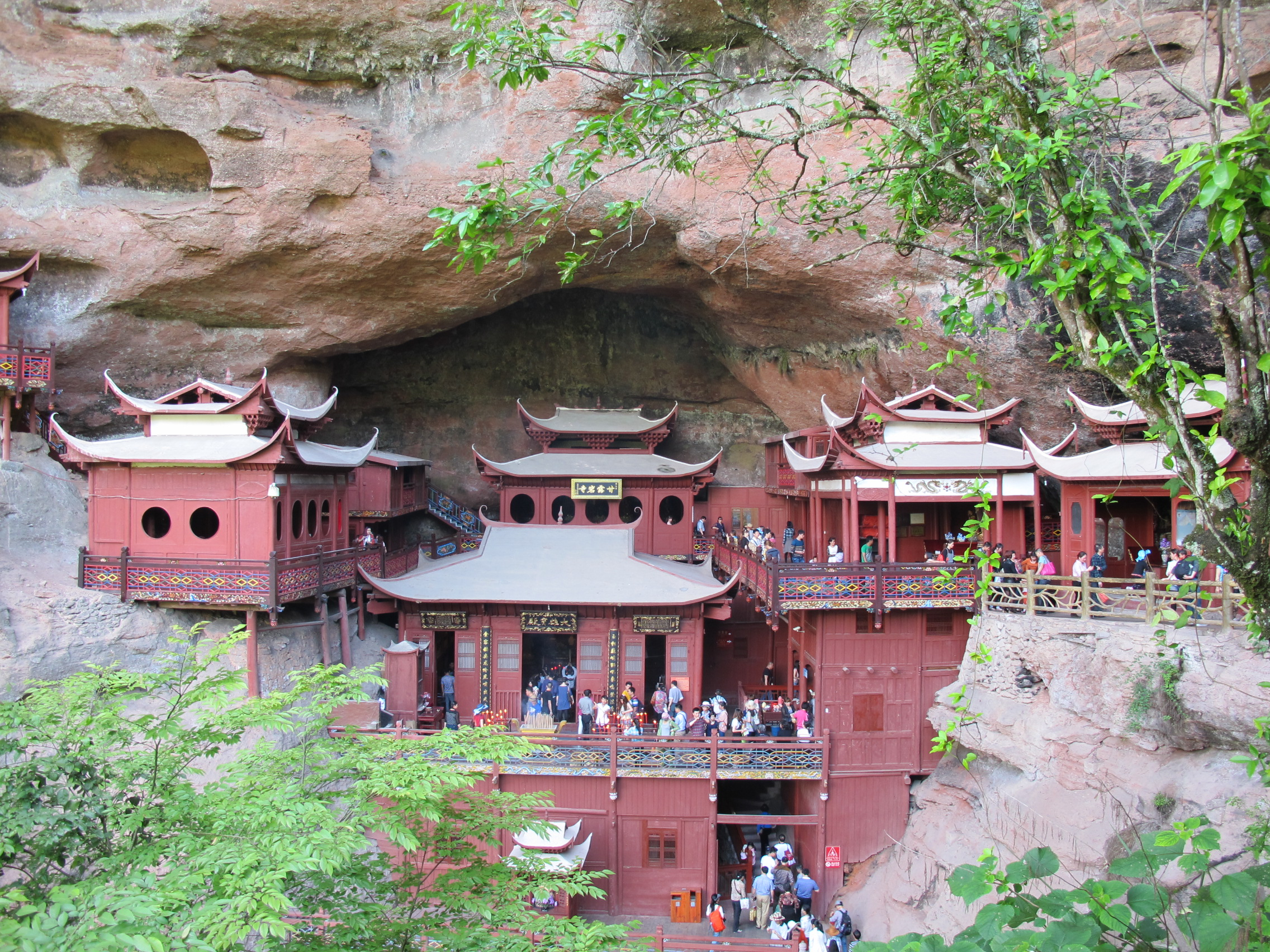
泰宁甘露寺

甘露寺位于中国福建省三明市泰宁县的泰宁世界地质公园内。

## 介绍
该寺建于宋朝绍兴十六年（1146年）叶祖洽所建，因该寺岩穴上方有一块钟乳石形若龙头、并常年滴泉，故名甘露寺。该寺建筑依凭岩壁、顺势架造，整个建筑群全赖在一根大柱支撑，为悬空寺。

## 大佛样
日本有一种名为“大佛样”的建筑形制。大佛样本名“天竺样”，太田博太郎改为“大佛样”。日本学界对于大佛样的来源各种猜疑，根据其大量使用“丁头栱”的特征，推测它来自福建样式，但又和福州华林寺、莆田三清殿等有显著区别。
泰宁甘露寺的发现，指明了“大佛样”的直接来源。与传统抬梁式建筑有显著区别，“大佛样”建筑穿斗色彩浓郁，承檐构造大量使用“插栱”、华栱多跳偷心、栱背多加斗、多置斗、殿身与横架之间通过大量穿枋进行拉结，檐部构造中绞撩檐横材出头等等，均体现出泰宁甘露寺和“大佛样”密切联系。